# 波奇派特里
波奇派特里，是匈牙利索博尔奇-索特马尔-贝拉格州所辖的一个村。总面积26.37平方公里，总人口1727，人口密度65.5人/平方公里（2011年1月1日）。